# Reedtz
Reedtz er en uradelig dansk slægt. Den pommerske uradelsslægt kom til Danmark 1572 med Peder Reedtz. Slægten lever stadig, bl.a. med linjen baron Reedtz-Thott.

## Våbenskjold
Våben for adelsslægten Reedtz: Et rødt oksehoved i gult. På hjelmen en blå pil mellem inderst to gule, yderst to røde strudsefjer.

## Historie
Slægten kom sammen med dronning Sophia til Danmark med Peder Reedtz (1531-1607), der i begyndelsen af Syvårskrigen var nær knyttet til feltøversten Daniel Rantzau. Han tog varigt ophold her 1572, idet han udnævntes til hofjunker, senere til staldmester, hos Frederik II, som var ham meget bevågen. Han ejede Tygestrup (det senere Kongsdal) og Hørbygård. Sønnen, rigens råd hr. Frederik Reedtz (1586-1659), var fader til kansler Peder Reedtz, til oberst Tønne Reedtz til Barritskov (død 1699) og til dansk gesandt i Spanien, etatsråd Jørgen Reedtz (død 1682), hvis ugifte søn, Frederik Valdemar Reedtz, blev spansk hertug af Castilla Real. Kanslerens søn, amtmand over Dronningborg Amt, etatsråd Holger Reedtz til Palsgård (1664-1707), blev fader til etatsråd Niels Juel Reedtz til Palsgård (1699-1742) og til oberst Peder Reedtz til Voergård og Rugtved (1700-1780), hvis søn, kammerherre Holger Reedtz (1745-1797), arvede Gavnø og tog navnet Reedtz-Thott (se nedenfor).
Niels Juel Reedtz (1699-1742) var fader til kammerherre Holger Reedtz (1738-1803), som var fader til kammerjunker og major Niels Juel Reedtz (1771-1853), hvis sønner var udenrigsminister Holger Christian Reedtz (1800-1857), kammerherre Otto Arenfeldt Reedtz (1802-1887) og proprietær Jens Carl Sophus Albert Reedtz (1816-1891). Holger Christian Reedtz var fader til Niels Juel Reedtz (1853-1886).
Kansler Peder Reedtz blev 1665 ejer af Palsgård, som han købte for 20.304 rigsdaler. Fra den tid af blev Palsgård hos slægten, indtil den 1877 solgtes af den daværende ejer, Niels Juel Reedtz, der bosatte sig i Sverige på Hofgården i Vadstena.
Ovennnævnte oberst Tønne Reedtz var fader til generalmajor Valdemar Reedtz til Barritskov (1659-1724) og til admiral Knud Reedtz til Nørlund og Kokkedal (1663-1733). Valdemar Reedtz var fader til kammerherre Tønne Reedtz til Barritskov (1700-1743), som var fader til Dorte Tønnesdatter Reedtz (1730-1801), der var gift med gehejmestatsminister Frederik Christian Rosenkrantz (1724-1802).

## Reedtz-Thott
Reedtz-Thott er en linje af slægten, der var knyttet til Baroniet Gaunø.
Kammerherre Holger Reedtz (1745-1797), arvede Gavnø efter grev Otto Thott og derefter, ifølge patent af 21. april 1786 fik navnet Reedtz-Thott og et af begge disse slægters skjoldmærker og hjelmtegn sammensat våben. Sidstnævntes yngre barnløse søn, kammerjunker Peter Frederik Reedtz-Thott (1795-1825), der ved sit ægteskab kom i besiddelse af substitutionen for Baroniet Villestrup, blev ved kgl. resolution af 27. oktober 1821 ophøjet i friherrestanden med navnet Reedtz-Thott-Rosenkrantz.
Den ældre søn, Otto Reedtz-Thott (1785-1862), senere kammerherre og hofjægermester, blev, idet Gavnø erigeredes til lensbaroni, ved patent af 25. oktober 1805 optaget i friherrelig stand. Hans ældste søn, gehejmekonferensråd, lensbaron og statsminister Kjeld Thor Tage Reedtz-Thott, anden og sidste besidder af det 1921 afløste baroni, var fader til kammerherre, hofjægermester, cand.mag., baron Otto Reedtz-Thott (1872-1927), der 1920 fik sæde i Folketinget for Det Konservative Folkeparti), valgt af Københavns Amtskreds. Han var fader til lensbaron Holger Gustav Tage Reedtz-Thott (1881-1941), som i sit ægteskab kun fik døtre.
Lensbaron Otto Reedtz-Thott (1785-1862) var også fader til officeren og godsejeren, baron Frederik Axel Ludvig August Reedtz-Thott (1824-1916), som var fader til officeren, baron Tage Rudolph Reedtz-Thott (1886-1971), som var fader til politikeren, lensbaron (idet han overtog Gavnø) Axel Gustav Tage Reedtz-Thott (1920-1973). Han var fader til lensbaron, erhvervsmand og nuværende ejer af Gavnø Otto Tage Henrik Axel Reedtz-Thott (født 1954).